# ジェシカ・ディスモア
ジェシカ・ディスモア（Jessica Stewart Dismorr、1885年3月3日 - 1939年8月29日）はイギリスの画家である。20世紀初頭のイギリスにおける前衛的な美術グループの多くに参加した女性画家である。

## 略歴
ケントのGravesendに、裕福な企業家の娘に生まれた。家族は1890年代にロンドンのハムステッドに移り、ロンドンで教育を受けた。1902年から1903年の間、ユニヴァーシティ・カレッジ・ロンドンのスレード美術学校で学んだ後、1904年から多くの芸術家が集まっていたフランスのパ＝ド＝カレー県の町、エタンプでアメリカ出身の画家、マックス・ボームに学び、1910年から1913年の間はパリの私立の美術学校、Académie de La Paletteで、キュビスムの画家、ジャン・メッツァンジェに学んだ。「スコティッシュ・カラリスト」と呼ばれる、ジョン・ダンカン・ファーガソン（John Duncan Fergusson）のグループとも交流した。
パリでは、アメリカ出身の女性画家、マーガリート・トンプソン（後にウィリアム・ゾラックと結婚する）とスタジオを共有した。1912年にロンドンのAllied Artists Associationの展覧会に出展し、ファーガソン、サミュエル・ペプローの「スコティッシュ・カラリスト」がロンドンの画廊で開いた展覧会にも出展した。1912年から1914年の間はパリのサロン・ドートンヌにも出展した。Allied Artists Associationにはフォービズムの影響を受けた作品を出展した。
1913年に「ヴォーティシズム」の重要な人物であるパーシー・ウインダム・ルイスと出会い、1914年にそのグループの「Rebel Art Centre」に入会した。1914年に創刊された「ヴォーティシズム運動」の機関紙「Blast」創刊号の宣言の署名者となり、1915年の第2号に文章や挿絵を書いた。ヴォーティシズムの運動は長く続かなかった。第一次世界大戦が終わった後、「ヴォーティシズム」のメンバーの一部は、「Group X」として一度だけ展覧会を開き、ディスモアもこれに参加した。
第一次世界大戦が始まると、フランスで看護師として働いた。第一次世界大戦後、神経衰弱に苦しむが1930年代には抽象画を描いた。
第二次世界大戦が開戦となろうとする直前の1939年8月29日に、ロンドンの自宅で自殺した。

## 作品

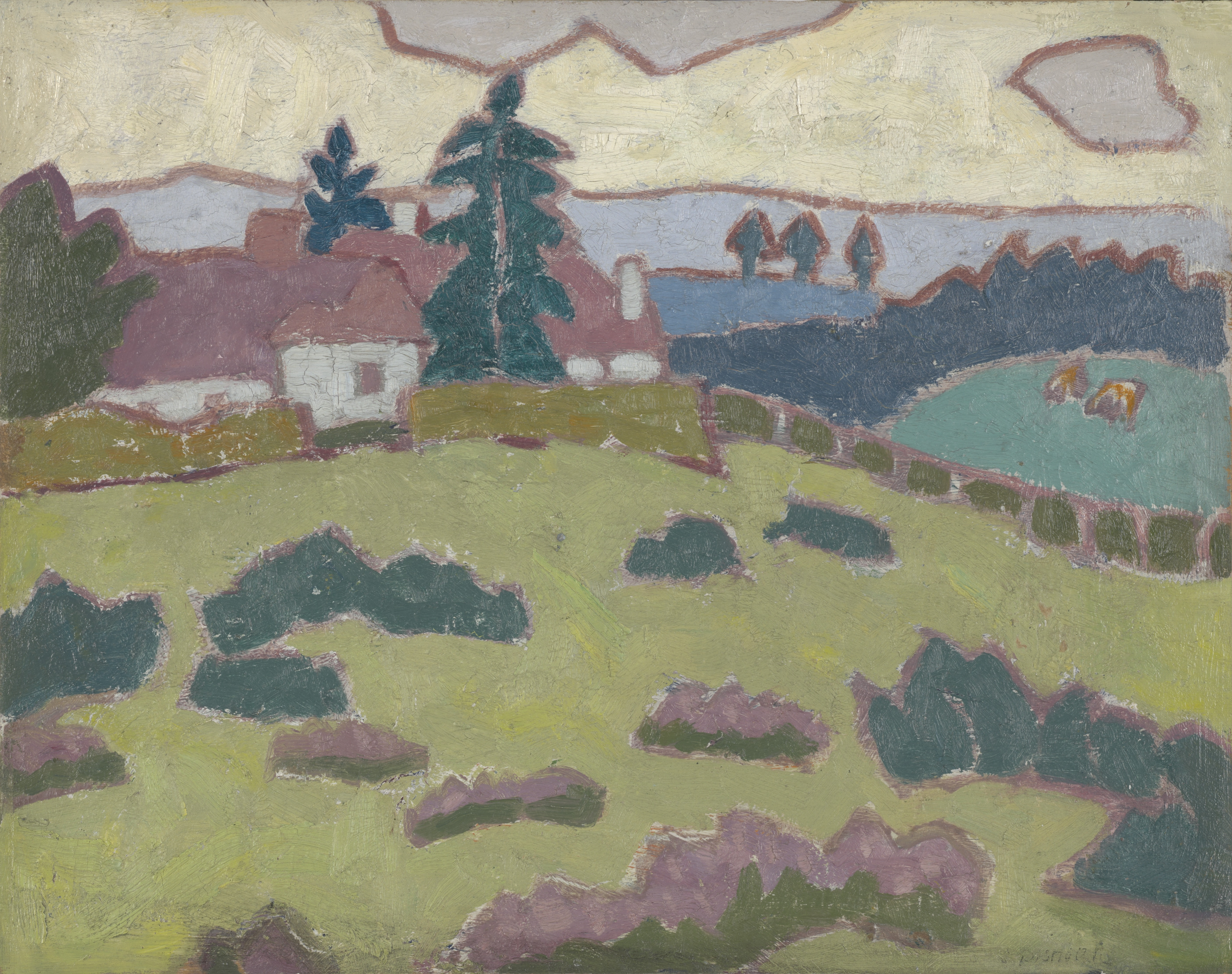
「小屋のある風景」(1911)
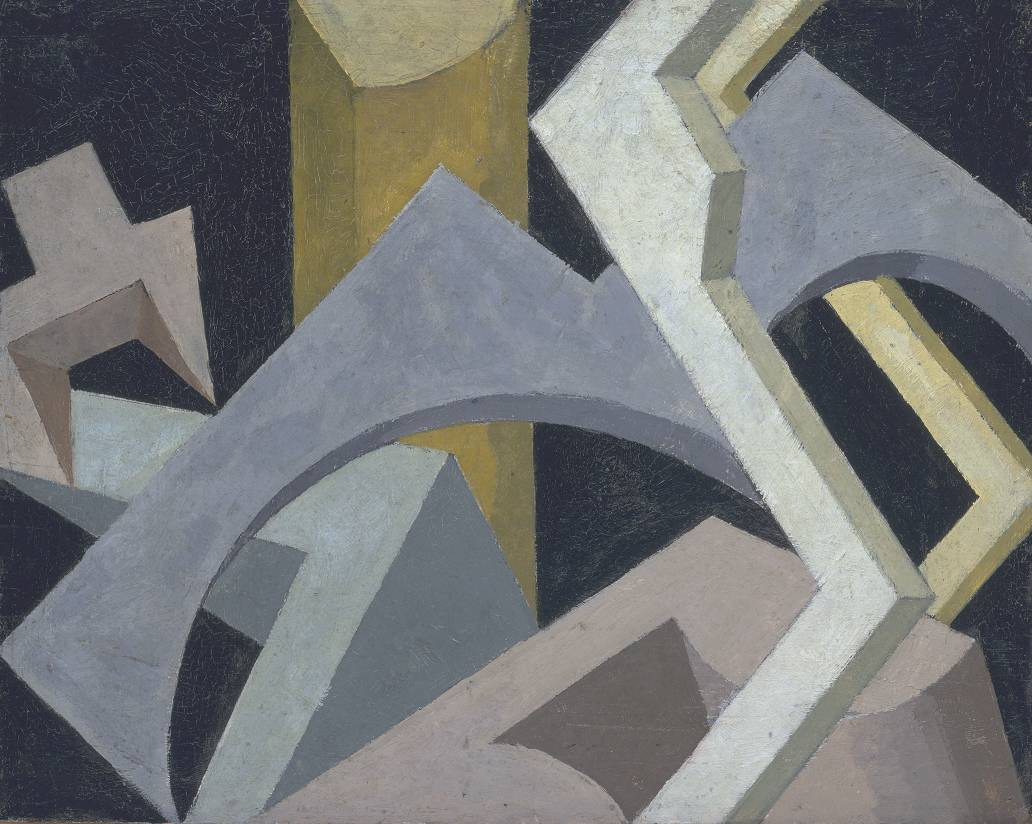
Abstract composition (1915)
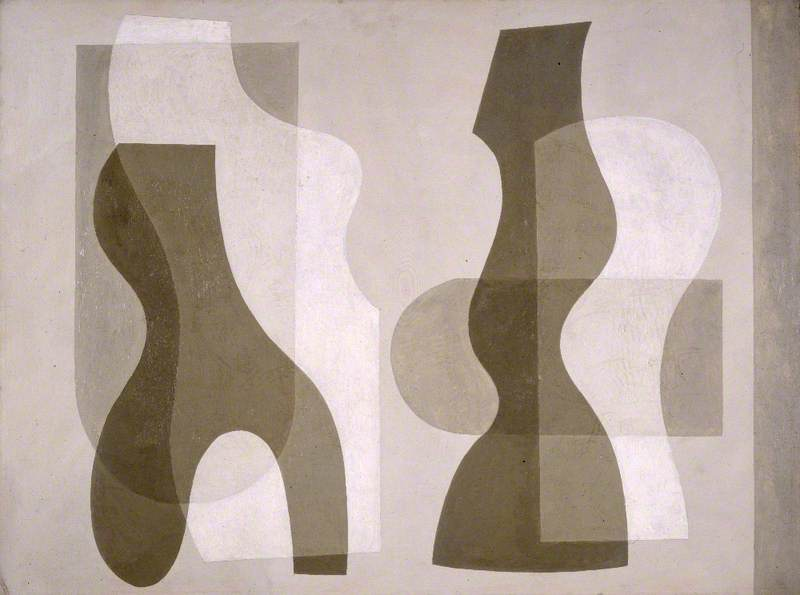
Superimposed forms （1938）
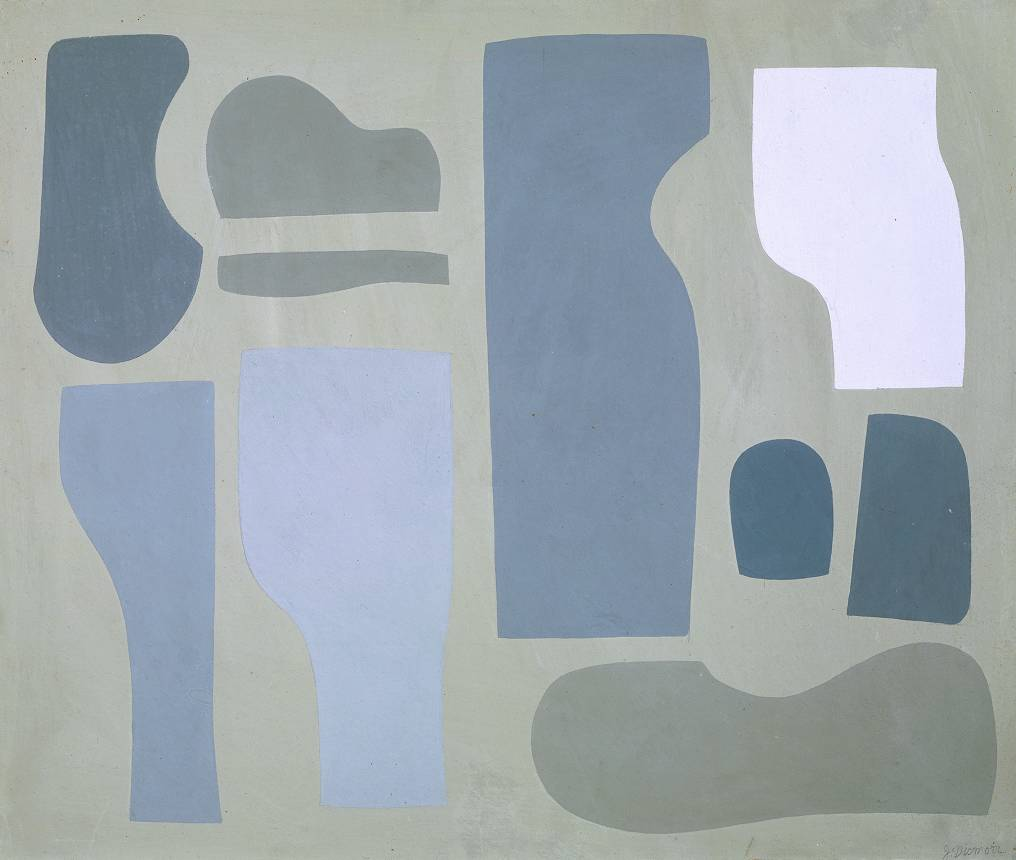
Related forms (1937)